# Dewet Buri
Dewet Buri (* 9. Februar 1901 in Fraubrunnen; † 14. März 1995 in Iffwil; reformiert; heimatberechtigt in Bangerten) war ein Schweizer Politiker (BGB).

## Leben
Dewet Buri wurde am 9. Februar 1901 in Fraubrunnen als Sohn des freisinnigen Politikers Friedrich Buri geboren. Dewet Buri erhielt seine Schulausbildung zuerst in Fraubrunnen, daran anschliessend an den landwirtschaftlichen Schulen Rütti in der Gemeinde Zollikofen sowie in Pruntrut. In der Folge führte er einen landwirtschaftlichen Betrieb in Etzelkofen. Daneben fungierte er in der Schweizer Armee im Rang eines Obersten als Trainchef eines Armeekorps.
Dewet Buri war verheiratet mit Martha, der Tochter des Etzelkofner Landwirts und Amtsrichters Rudolf Eberhart. Er verstarb am 14. März 1995 fünf Wochen nach Vollendung seines 94. Lebensjahres in Iffwil.

## Politisches Wirken
Dewet Buri, Mitglied der Bauern-, Gewerbe- und Bürgerpartei, begann seine politische Laufbahn 1934 im Berner Grossen Rat, dem er bis 1949 angehörte. Im Anschluss war Dewet Buri zwischen 1949 und 1969 Mitglied des Regierungsrats, in dem er zunächst der Forst- und Landwirtschaftsdirektion, später der Militärdirektion vorstand. Darüber hinaus vertrat er seinen Kanton von 1947 bis 1957 im Nationalrat, in direkter Folge von 1957 bis 1971 im Ständerat. Dazu präsidierte er den landwirtschaftlichen Klub der eidgenössischen Räte sowie von 1946 bis 1951 die bernische BGB.
Dewet Buri galt als einer der  führenden Vertreter der bäuerlichen Verbände auf Kantons- und Bundesebene. Er hatte massgeblichen Anteil an der Ausarbeitung des kantonalen und eidgenössischen  Bodenrechts beziehungsweise Landwirtschaftsgesetzes. Zudem trat er als Förderer der Landwirtschaftlichen  Schulen hervor.